# Stjärnorps distrikt
Stjärnorps distrikt är ett distrikt i Linköpings kommun och Östergötlands län. 
Distriktet ligger norr om Linköping. 

## Tidigare administrativ tillhörighet
Distriktet inrättades 2016 och utgörs av socknen Stjärnorp i Linköpings kommun.
Området motsvarar den omfattning Stjärnorps församling hade vid årsskiftet 1999/2000.